# Карлссон, Тобиас (гандболист)
Тобиас Карлссон (швед. Tobias Karlsson; род. 4 июня 1981 года, Карлскруна, Швеция) — бывший шведский гандболист, известный по играм и как капитан немецкого клуба «Фленсбург-Хандевитт»; бывший игрок сборной Швеции, в составе которой завоевал серебро Олимпийских игр 2012 года.

## Карьера

### Клубная
Тобиас Карлссон начинал профессиональную карьеру в шведском клубе «Хестё». В 2002 году Карлссон перешёл в норвежский клуб ГК «Ставангер». Тобиас Карлссон в составе ГК Ставангер стал вице-чемпионом чемпионата Норвегии. В 2003 году Тобиас Карлссон вернулся в Швецию, став игроком Хаммербю. В составе Хаммербю Карлссон стал трёхкратным чемпионом Швеции. В 2006 году Карлссона отдали в аренду в немецкий клуб ГК Киль, в составе которого выиграл чемпионат Германии. В 2008 году Тобиас Карлссон перешёл в Нордхорн. В 2009 году Карлссон перешёл в Фленсбург-Хандевитт. В составе Фленсбург-Хандевитта, Тобиас Карлссон стал обладателем кубка Германии и победителем лиги чемпионов ЕГФ.

## Международная карьера
Тобиас Карлссон в 2006—2016 годах выступал за сборную Швеции. Карлссон сыграл 180 матчей и забросил 81 мяч. Тобиас Карлссон — серебряный призёр Олимпийских игр 2012. В сентябре 2017 года Тобиас Карлссон объявил о приостановке выступления за сборную Швеции.

## Награды
- Серебряный призёр чемпионата Норвегии: 2003
- Победитель чемпионата Швеции: 2006, 2007, 2008
- Обладатель кубка Германии: 2007, 2015
- Победитель чемпионата Германии: 2007, 2018
- Победитель кубка обладателей кубка ЕГФ: 2012
- Серебряный призёр летних олимпийских игр: 2012
- Обладатель суперкубка Германии: 2013
- Победитель лиги чемпионов ЕГФ: 2014
- Серебряный призёр чемпионата Европы: 2018

## Статистика
| Сезон   | Клуб                | Лига             | Матчи | Голы   | Голы   | Голы  |
| Сезон   | Клуб                | Лига             | Матчи | С игры | 7-метр | Всего |
| ------- | ------------------- | ---------------- | ----- | ------ | ------ | ----- |
| 2003-04 | ГК Хаммербю         | Чемпионат Швеции | 17    | 12     | 0      | 12    |
| 2004-05 | ГК Хаммербю         | Чемпионат Швеции | 21    | 72     | 0      | 72    |
| 2005-06 | ГК Хаммербю         | Чемпионат Швеции | 26    | 74     | 0      | 74    |
| 2006-07 | ГК Хаммербю         | Чемпионат Швеции | 17    | 35     | 0      | 35    |
| 2006-07 | ГК Киль             | Бундеслига       | 7     | 8      | 0      | 8     |
| 2007-08 | ГК Хаммербю         | Чемпионат Швеции | 24    | 69     | 0      | 69    |
| 2008-09 | Нордхорн            | Бундеслига       | 34    | 24     | 0      | 24    |
| 2009-10 | Фленсбург-Хандевитт | Бундеслига       | 32    | 29     | 0      | 29    |
| 2010-11 | Фленсбург-Хандевитт | Бундеслига       | 32    | 38     | 0      | 38    |
| 2011-12 | Фленсбург-Хандевитт | Бундеслига       | 33    | 10     | 0      | 10    |
| 2012-13 | Фленсбург-Хандевитт | Бундеслига       | 32    | 1      | 0      | 1     |
| 2013-14 | Фленсбург-Хандевитт | Бундеслига       | 33    | 0      | 0      | 0     |
| 2014-15 | Фленсбург-Хандевитт | Бундеслига       | 36    | 0      | 0      | 0     |
| 2015-16 | Фленсбург-Хандевитт | Бундеслига       | 32    | 0      | 0      | 0     |
| 2016-17 | Фленсбург-Хандевитт | Бундеслига       | 29    | 0      | 0      | 0     |
| 2017-18 | Фленсбург-Хандевитт | Бундеслига       | 33    | 0      | 0      | 0     |
| 2018-19 | Фленсбург-Хандевитт | Бундеслига       | 33    | 1      | 0      | 1     |